# جون جيبسون
جون جيبسون (بالإنجليزية: John Gibson) (و. 1750 – 1792 م) هورسام الخرائط، من المملكة المتحدة، توفي عن عمر يناهز 42 عاماً.